# La Belle et son fantôme
La Belle et son fantôme est un feuilleton télévisé français en 13 épisodes de 26 minutes, en noir et blanc, réalisé par Bernard Hecht et diffusé à partir du 7 avril 1962 sur la chaîne unique de la RTF.

## Synopsis
Le chassé-croisé amoureux entre Barbara et Charles-Auguste Bauvallet. Nommé clerc de notaire dans la Haute-Loire, ce dernier n'aura de cesse de rechercher sa belle, qui a disparu, dans tous les châteaux de la région.

## Distribution
- Philippe Ogouz : Charles-Auguste Bauvallet
- Anne Tonietti : Barbara
- Jean-Marc Tennberg : Le clerc Henri Poinsot
- Harry-Max : Maître Aucouturier
- Jacques Monod : Deodat Price
- Raymond Jourdan : René Falempin
- Bernard Woringer : Orestias Mamoulian, prince de Comagène
- Henri Lambert : Gustave
- Jean-Paul Moulinot : Walter de Lestrange
- Jean-Pierre Kérien : le directeur de l'hôtel
- Madeleine Damien : Gabrielle
- Josette Vardier : Minna de Lestrange

## Épisodes
1. Le Prince de Comagène (07/04/1962)
2. Le Château de Lestrange (14/04/1962)
3. La Nuit du fantôme (21/04/1962)
4. La Fiancée du premier clerc (28/04/1962)
5. Barbara morte ou vivante (05/05/1962)
6. La Nuit de Gustave (12/05/1962)
7. Rencontre avec l'homme aquarium (19/05/1962)
8. Troisième nuit au château (26/05/1962)
9. Charles-Auguste perd la partie (02/06/1962)
10. Minna de Lestrange (09/06/1962)
11. La Villa Rose (16/06/1962)
12. Week-end pour Charles-Auguste (23/06/1962)
13. Le Puits de la cave (30/06/1962)

## Commentaires
Ce feuilleton, à l'intrigue alambiquée et menée à un train de sénateur, n'a pas connu un grand succès à l'époque de sa diffusion mais bénéficie de quelques bons comédiens (Jean-Marc Tennberg, Jacques Monod, Philippe Ogouz...), de dialogues spirituels, émaillés de quelques répliques malicieuses, comme celle du premier clerc (Jean-Marc Tennberg) disant au second clerc (Philippe Ogouz) avec une morgue calculée : « Vous prendrez un billet de deuxième classe. Un deuxième clerc voyage en deuxième classe... [un temps] parce que la troisième classe n'existe plus ».
Philippe Ogouz avait déjà incarné Charles-Auguste Bauvallet deux ans plus tôt, en 1960, dans Bastoche et Charles-Auguste, un feuilleton déjà mis en scène par Bernard Hecht.
Ce feuilleton possède aujourd'hui une particularité étonnante. L'intrigue tourne autour des membres d'une famille noble et de son château. Or, tout au long des épisodes, le nom de cette famille est remplacé par un surprenant blanc de montage dans tous les dialogues. Il est également caviardé dans tous les génériques de distribution ainsi que dans le titre des épisodes (l'épisode N°2 en perd son titre et le N°10 s'en trouve raccourci). Le nom est cependant connu grâce à une entrevue qu'a accordé le réalisateur à un journal TV à l'époque de la diffusion des épisodes. Il s'agit de Lestrange. Dans ce même article, on apprend que la série fut bien tournée à Allègre en Haute-Loire et dans le château de la Rochelambert situé quelques kilomètres plus loin. Le réalisateur eut la surprise de constater à son arrivée au château qu'est gravé au fronton le nom d'anciens propriétaires : les Delestrange.